# Billie Holiday

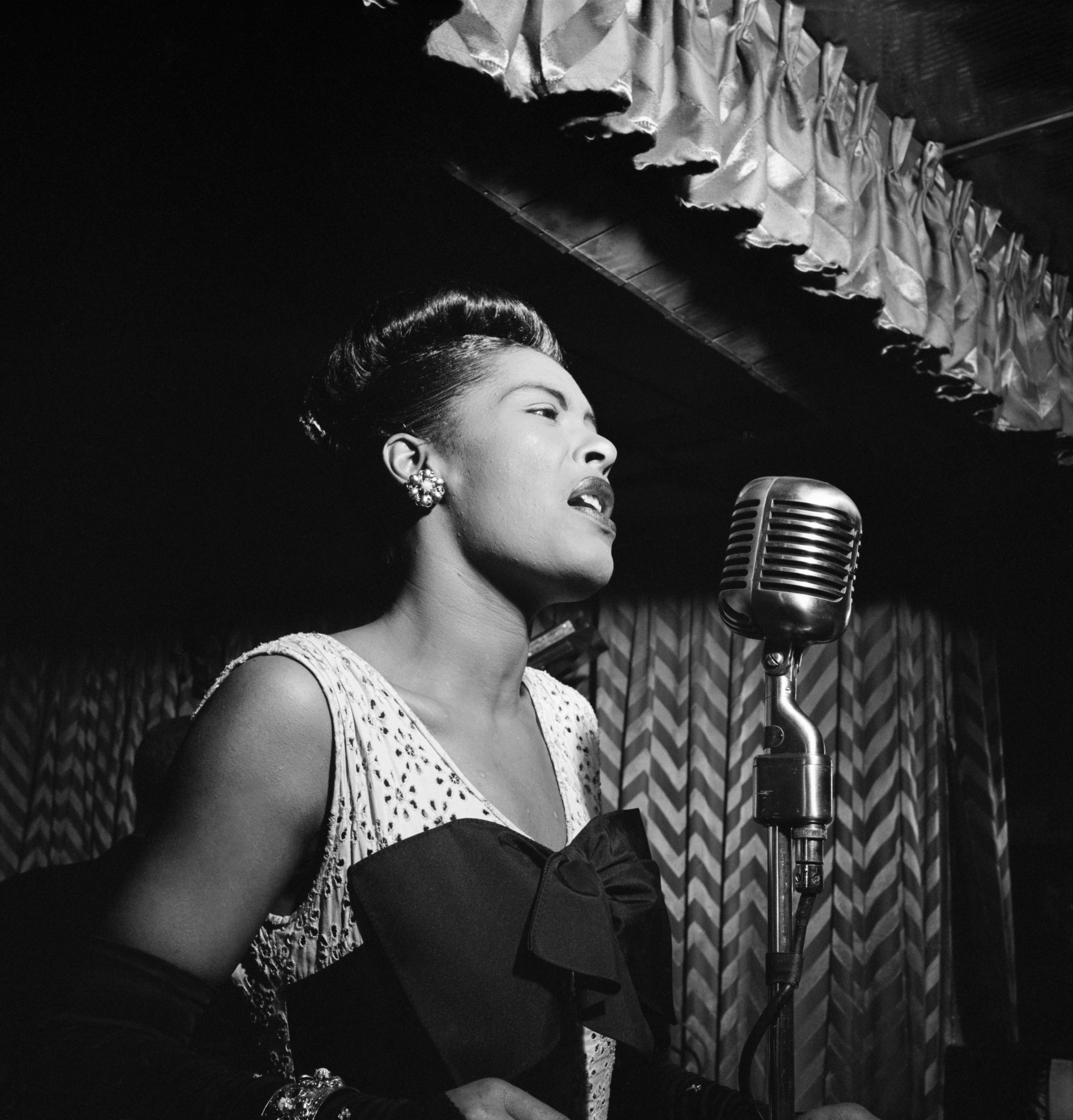
Billie Holiday, 1947
Foto: William Gottlieb

Billie Holiday, geboren als Elionora Harris und ursprünglich Eleanora Fagan genannt, (* 7. April 1915 in Philadelphia; † 17. Juli 1959 in New York City) zählt mit Ella Fitzgerald und Sarah Vaughan zu den bedeutendsten US-amerikanischen Jazzsängerinnen. Sie war eine der wichtigsten Künstlerinnen der Swing-Ära und landete Welthits wie I’ll Be Seeing You, Strange Fruit und What a little Moonlight can do.

## Kindheit (1915–1929)

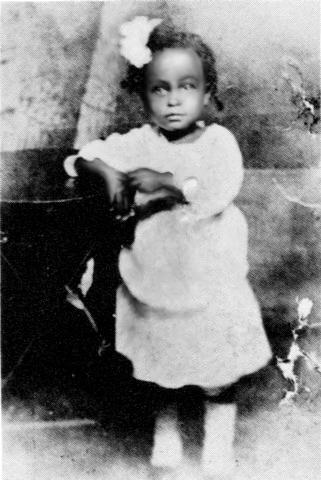
Die zweijährige Billie Holiday im Jahr 1917

Billie Holiday wurde vor der Annahme ihres Künstlernamens meist Eleanora Fagan genannt, auch wenn ihre Geburtsurkunde den Namen Elionora Harris aufweist. Später erhielt sie von ihrem Freund Lester Young den Spitznamen Lady Day.
Ein Großteil der Informationen über ihre Kindheit beruhen auf ihrer Autobiografie Lady Sings the Blues, die sie ab 1956 dem Journalisten William Dufty diktierte. Allerdings ist deren Wahrheitsgehalt umstritten. Bereits der erste Satz deutet ihre ganz persönliche Sicht auf die Lebensumstände ihrer Kindheit an: „Mam und Dad waren noch Kinder, als sie heirateten. Er war achtzehn, sie war sechzehn, und ich war drei.“ Tatsächlich war ihre Mutter bei der Geburt der Tochter neunzehn Jahre alt, und sie war mit Billies vermutlichem leiblichen Vater nie verheiratet und lebte mit ihm nie unter einem Dach.
Ihre Mutter Sarah „Sadie“ Fagan, geborene Harris, (1896–1945) behauptete, Clarence Halliday (1898–1937) alias Clarence Holiday sei Billies leiblicher Vater, ein Jazz-Gitarrist, der später unter anderem im Fletcher Henderson Orchestra spielte. Nach Billies Geburt arbeitete sie eine Zeit lang als Serviererin in Zügen, weshalb Billie im Laufe ihrer ersten zehn Lebensjahre größtenteils bei der Schwiegermutter ihrer Halbschwester, Martha Miller, in Baltimore aufwuchs. Als Billie elf Jahre alt war, eröffnete ihre Mutter das Restaurant The East Side Grill, in dem das Mädchen oft viele Stunden arbeiten musste. Kurze Zeit später brach sie die Schule ab.
Am 24. Dezember 1926, Billie war elf Jahre alt, entdeckte ihre Mutter, als sie von der Arbeit zurückkam, wie ihr Nachbar, Wilbur Rich, gerade das Kind vergewaltigte. Rich wurde verhaftet, und Billie kam „zu ihrem Schutz“ in das katholische Erziehungsheim The House of the Good Shepherd. Mit zwölf wurde Billie aus dem Erziehungsheim entlassen. Kurz darauf begann ihre Mutter, in einem Bordell zu arbeiten. Billie arbeitete dort ebenfalls als Botenmädchen. Hier lernte sie auf dem Grammophon des Etablissements die Musik von Louis Armstrong und Bessie Smith kennen. Nach ein paar Monaten wurden Mutter und Tochter während einer Razzia verhaftet. Danach zog die Mutter nach Harlem und ließ ihre Tochter abermals bei Martha Miller zurück. Billie arbeitete damals vermutlich noch einige Zeit in einem Bordell in Baltimore als Prostituierte. In dieser Zeit begann sie mit dem Singen. Anfang 1929 folgte sie dann ihrer Mutter nach New York. Die dortige Vermieterin, Florence Williams, betrieb ein Bordell, in dem Mutter und die dreizehnjährige Tochter „für 5 $ pro Freier“ als Prostituierte arbeiteten. Am 2. Mai 1929 kam es erneut zu einer Razzia, und wieder wurde Billie verhaftet und kam ins Gefängnis. Erst im Oktober desselben Jahres wurde sie wieder entlassen.

## Die frühe Gesangskarriere (1929–1935)
1929 begann Elinore Harris in Clubs unter dem Namen aufzutreten, unter dem sie bekannt wurde: Billie Holiday. Er setzt sich zusammen aus dem Vornamen der Stummfilmschauspielerin Billie Dove und dem Nachnamen ihres vermutlichen Vaters Clarence Holiday, wobei sie ihren Nachnamen anfänglich noch Halliday schrieb.
1929–1931 trat sie zusammen mit ihrem Nachbarn, dem Tenorsaxofonisten Kenneth Hollan, in Clubs wie dem Grey Dawn, dem Pod’s and Jerry’s und dem Brooklyn Elks’ Club auf.
Anfang 1933 wurde sie von den Plattenproduzenten John Hammond und Bernie Hanighen entdeckt, die von ihrem Improvisationstalent beeindruckt waren. Man organisierte im November 1933 Aufnahmen mit Benny Goodman für die Achtzehnjährige. Sie nahmen die Songs Your Mother’s Son-In-Law und Riffin’ the Scotch auf; Letzterer wurde mit einer Auflage von 5.000 Stück Billie Holidays erster Hit.
1935 sang sie Saddest Tale in Duke Ellingtons Symphony in Black: A Rhapsody of Negro Life.

## Teddy Wilson und Brunswick Records (1935–1938)
Im gleichen Jahr nahm Hammond die aufstrebende Künstlerin für Brunswick Records unter Vertrag. Hier nahm sie, zusammen mit dem Jazzpianisten Teddy Wilson, bekannte Stücke im neu aufkommenden Swing-Stil für die immer populärer werdenden Jukeboxes auf. Holiday konnte bei diesen Aufnahmen frei improvisieren und erfand dabei jenen einzigartigen, höchst eigenwilligen Stil, mit den Melodien frei zu spielen, der zu ihrem Markenzeichen werden sollte. Zu ihren Aufnahmen aus der ersten Session gehörten What a Little Moonlight Can Do und Miss Brown to You, zwei Titel, die der Plattenfirma anfangs nicht besonders zusagten. Doch als die Platten erfolgreich verkauft wurden, begann man auch Platten unter ihrem eigenen Namen zu produzieren. Wilson und Holiday nahmen viele populäre Songs der damaligen Zeit auf und machten sie damit zu Jazzklassikern. Stephan Richter schreibt hierzu: (…) in Wahrheit lebten in Holidays Liedern nicht die Komponisten auf, sondern ihre Stimme, ihre Persönlichkeit, die jedes Wort zu ihrem eigenen macht, jede Textzeile in ihrem Sinn neu schreibt.
An vielen dieser Aufnahmen wirkte auch Lester Young mit, mit dem sie fortan eine lebenslange Freundschaft verbinden sollte. Er gab ihr den Spitznamen Lady Day, sie nannte ihn Prez. Außerdem meinte Young, ihre Mutter sollte den Spitznamen The Duchess („Die Herzogin“) erhalten, wenn ihre Tochter Lady heißt.
Da die Lieder nicht aufwendig arrangiert, sondern über weite Teile improvisiert wurden, waren diese Aufnahmen für Brunswick nicht teuer. Holiday bekam dafür eine Einmalzahlung und erhielt keinerlei Geld aus den Plattenverkäufen und Radioaufführungen, obwohl sich Aufnahmen wie I Cried for You 15.000 Mal und mehr verkauften, was ungefähr das Fünffache sonstiger Brunswick-Platten ausmachte.

## Count Basie und Artie Shaw (1937–1938)
Als Nächstes sang sie bei Count Basie. Er gewöhnte sich schnell daran, dass Billie starken Einfluss auf die Melodiefindung nahm, denn sie wusste schon damals genau, wie ihr Gesang klingen sollte. Auch wenn sie nie mit Basie ins Studio ging – es gibt nur die Liveaufnahme I Can’t Get Started, They Can’t Take That Away from Me und Swing It Brother Swing aus der Zeit – so nahm sie doch viele seiner Musiker mit ins Studio zu Aufnahmen mit Teddy Wilson. Im Februar 1938 kam es zum Bruch; laut Billie Holiday wegen eines Streits über zu niedrige Bezahlung und Änderungswünsche an ihrem Gesangsstil, laut Basie aufgrund ihrer Unzuverlässigkeit.
Danach sang sie bei Artie Shaw, der bereits im März 1936 ihre erste Radioübertragung beim Sender WABC organisiert hatte. Aufgrund des großen Erfolgs der Sendung ließ ABC im April eine Sondersendung folgen. Da Shaw weniger Gesangsstücke im Programm hatte als Basie, konnte Holiday bei ihm weniger singen. Außerdem übte das Management Druck auf den Bandleader aus, lieber die weiße Sängerin Nita Bradley zu beschäftigen, mit der sie sich nicht sehr gut verstand. Als sie im November 1938 im Lincoln Hotel aufgrund von Beschwerden des Hotelmanagements gezwungen wurde, den Lastenaufzug und den Hinterausgang zu benutzen, war das Maß voll, und sie entschloss sich, die Band zu verlassen. Die einzige erhaltene Aufnahme aus dieser Zeit ist Any Old Time.
Sie trat als eine der ersten Jazzsängerinnen mit weißen Musikern auf und überwand damit Rassengrenzen. Trotz dieser Vorreiterrolle wurde sie weiterhin gezwungen, Hintereingänge zu benutzen. Sie berichtete später, dass sie in dunklen, abgelegenen Räumen auf ihre Auftritte warten musste. Auf der Bühne verwandelte sie sich in Lady Day mit der weißen Gardenie im Haar. Die tiefe emotionale Wirkung ihres Gesangs erklärte sie mit der Bemerkung: „Ich habe diese Songs gelebt“.
Billie Holiday litt unter ihrer Diskriminierung als Schwarze. Vor allem bei den Tourneen mit gemischten Bands wie der von Artie Shaw 1938 machten sie und die anderen schwarzen Musiker täglich entwürdigende Erfahrungen. Als besonders demütigend empfand sie Auftritte, für die ihr Gesicht mit Make-up dunkler geschminkt wurde, da dem weißen Publikum angeblich Billie Holidays Teint zuweilen als zu hell erschien.
Trotz aller Schwierigkeiten wurde 1938 ein sehr erfolgreiches Jahr für die Sängerin; im September erreichte ihre Aufnahme I’m Gonna Lock My Heart Platz 6 in den Charts.

## Mainstream-Erfolg (1939–1947)
1939 sang sie erstmals den Song Strange Fruit, der auf dem gleichnamigen Gedicht des jüdischen Lehrers Abel Meeropol (alias Lewis Allan) basiert und eindringlich die Lynchjustiz an Schwarzen thematisiert. Während die Produzenten von Columbia das Thema „zu heiß“ fanden, erklärte Commodore Records sich bereit, es aufzunehmen, und die Platte wurde einer ihrer größten Erfolge. Seither verband das Publikum Billie Holiday mit diesem Stück und wollte es immer wieder von ihr hören. Die Aufführungen im Café Society waren minutiös inszeniert; bevor sie das Stück sang, ließ sie die Kellner das Publikum um Ruhe bitten. Das Licht wurde während des langen Intros heruntergedimmt und ein einziger Scheinwerfer erhellte Billie Holidays Gesicht. Mit dem Verklingen des letzten Tons erlosch das Licht, worauf sie dann im Dunkeln verschwand.
Billie Holiday war ein Star geworden. Ihre Mutter Sadie Fagan nannte ihr Restaurant jetzt Mom Holiday. Gleichzeitig verspielte sie das Geld ihrer Tochter beim Würfeln. Als Billie Holiday eines Abends Geld von ihr haben wollte, zeigte ihre Mutter ihr die kalte Schulter. Angeblich verließ Billie Holiday daraufhin fluchend das Restaurant und rief: „God bless the child that’s got its own!“, woraus später die Titelzeile des Liedes God Bless the Child werden sollte. Der Song erreichte Platz 3 in den Billboards des Jahres und verkaufte sich über eine Million Mal.
1943 schrieb das Life Magazine über Billie Holiday, sie besitze den individuellsten Stil aller populären Sängerinnen und werde damit von vielen kopiert.
Bevor sie 1944 Lover Man für Decca aufnahm, flehte sie ihren Produzenten Milt Gabler an, wie Ella Fitzgerald und Frank Sinatra Streicher für die Aufnahme zu bekommen. Als sie dann am 4. Oktober ins Studio kam, war sie zu Tränen gerührt, weil sie dort tatsächlich ein Streicherensemble erwartete. Von da an wurde ihre Stimme häufiger von Streichern untermalt.

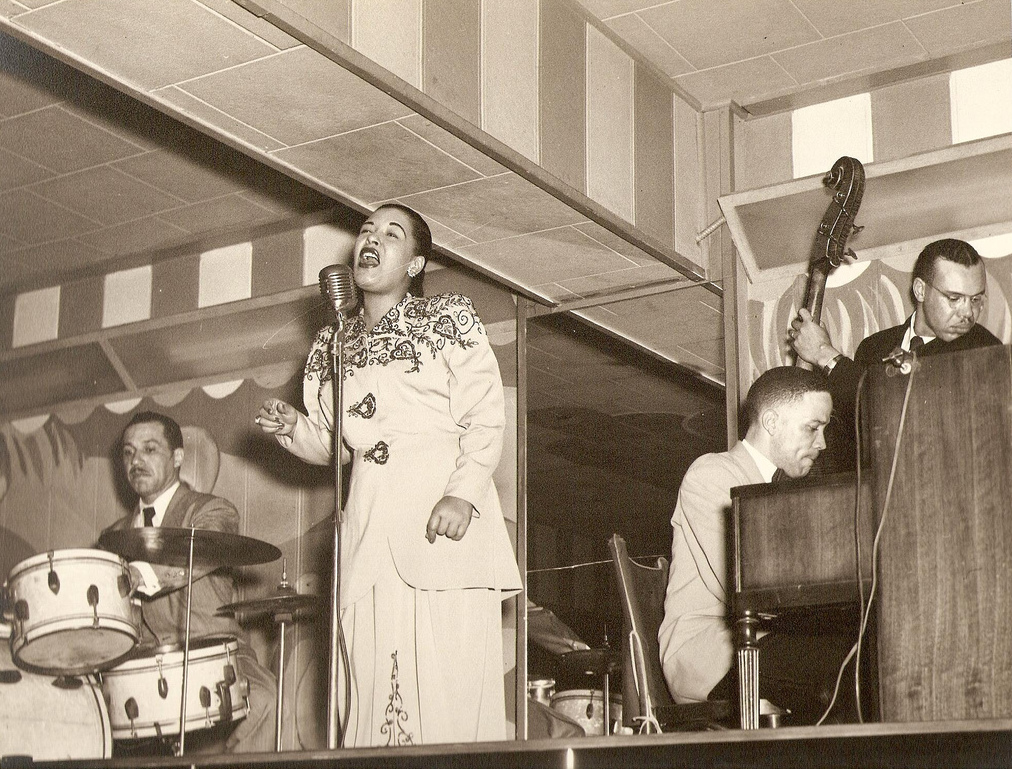
Billie Holiday im Club Bali in Washington (1948)

Einen weiteren Erfolg erlebte Holiday, als sie 1944 in der Metropolitan Opera in New York als erste Jazz-Sängerin gefeiert wurde.
Der Auftritt im Film New Orleans (1947) neben ihrem Vorbild Louis Armstrong war für sie und ihre Fans hingegen enttäuschend. Sie durfte nur eine solche Rolle spielen, wie sie Hollywood damals für Schwarze meistens vorgesehen hatte, nämlich das „Dienstmädchen“. Billie, die glaubte, sich selbst spielen zu dürfen, war maßlos enttäuscht. Während der Dreharbeiten ließ sich außerdem ein Problem nicht mehr verbergen, das sie schon seit den frühen 1940er Jahren begleitete: ihre Heroinsucht. Joe Guy, ihr Ehemann und Dealer, erhielt deshalb Set-Verbot.

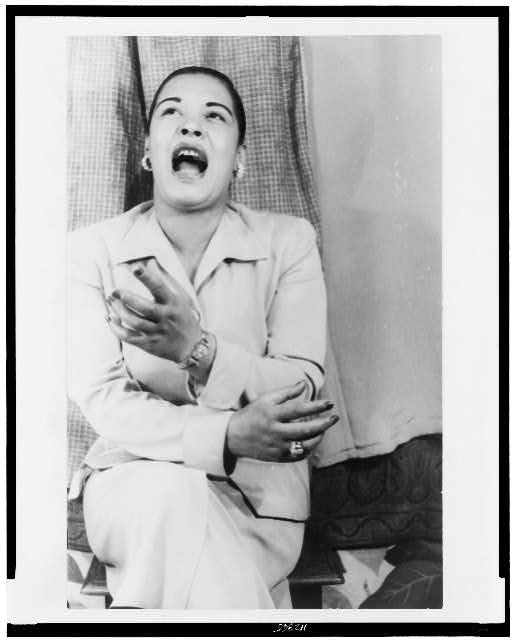
Billie Holiday, 1949
Foto: Carl van Vechten

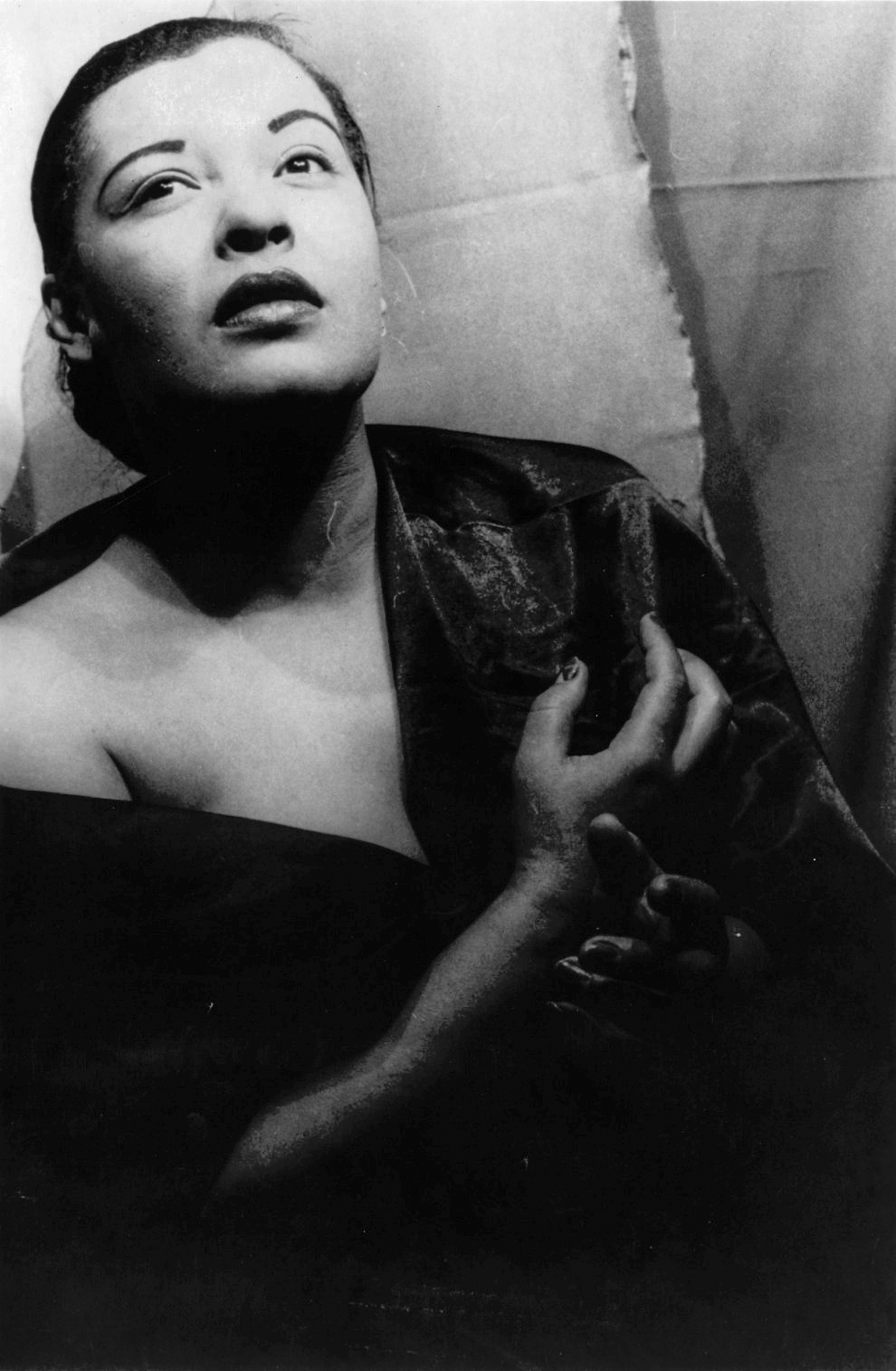
Billie Holiday, 1949
Foto: Carl van Vechten

## Carnegie Hall, Prozess wegen Drogenbesitzes (1947–1949)
Am 16. Mai 1947 wurde Billie Holiday wegen Drogenbesitzes verhaftet. Im darauffolgenden Prozess bekannte sie sich schuldig und bat darum, in ein Krankenhaus eingewiesen zu werden, nachdem ihr Anwalt ihr hatte ausrichten lassen, er habe keine Lust, sie in dem Verfahren zu vertreten. Sie erhielt eine Gefängnisstrafe, kam ins Alderson Federal Prison Camp in West Virginia und wurde am 16. März 1948 wegen guter Führung vorzeitig entlassen.
Ihr Manager Ed Fishman wollte daraufhin ein Konzert in der Carnegie Hall veranstalten, doch Holiday zögerte, da sie nicht wusste, ob das Publikum nach ihrer Verhaftung noch zu ihr stehen würde. Schließlich gab sie nach. Das ausverkaufte Konzert vom 27. März 1948 wurde zu einem beispiellosen Erfolg.
Aufgrund ihrer Vorstrafe hatte Holiday ihre Cabaret-Lizenz verloren und durfte nicht an Orten mit Alkoholausschanklizenz auftreten, was ihr Einkommen erheblich minderte, zumal sie immer noch nicht angemessen an den Lizenzen beteiligt wurde.
Am 22. Januar 1949 wurde sie erneut wegen Drogenbesitzes festgenommen.

## Die letzten Jahre (1950–1959)
Fortan beschleunigte sich ihr gesundheitlicher Abstieg. Weiterhin hatte sie Beziehungen mit gewalttätigen Männern, Entzugsversuche blieben erfolglos. Der eskalierende Drogenkonsum wirkte sich auch auf ihre Stimme aus: In ihren späteren Aufnahmen bei Verve Records weicht ihr jugendlicher Elan zusehends einer merklichen Schwermut.
1956 erschien ihre Autobiografie Lady Sings the Blues. Die gleichnamige LP enthielt bis auf den Titelsong keine neuen Aufnahmen, wurde jedoch vom Billboard Magazine als „würdige musikalische Ergänzung ihrer Autobiografie“ gelobt.
Im November dieses Jahres hatte sie ihre letzten beiden ausverkauften Konzerte in der Carnegie Hall, was für jeden Künstler eine große Auszeichnung war, besonders jedoch für eine schwarze Sängerin in den späten 1950er Jahren. 13 Aufnahmen aus dem zweiten Konzert erschienen 1961 postum auf dem Album The Essential Billie Holiday – Carnegie Hall Concert. Gilbert Milstein von der New York Times schrieb dazu in seinem Covertext:

„Die Probe war zusammenhangslos, ihre Stimme klang dünn und schleppend, ihr Körper müde gebeugt. Aber ich werde niemals die Metamorphose an diesem Abend vergessen. Das Licht erlosch, die Musiker begannen zu spielen und die Erzählung begann. Miss Holiday trat zwischen den Vorhängen hervor in das sie erwartende Scheinwerferlicht, in eine weiße Robe gehüllt und mit einer weißen Gardenie im schwarzen Haar. Aufrecht und schön, souverän und lächelnd. Und als sie den ersten Teil ihrer Erzählung beendet hatte, begann sie zu singen – mit unverminderter Kraft – mit all ihrer Kunst. Ich war sehr bewegt. Mein Gesicht und meine Augen brannten in der Dunkelheit. Und ich erinnere mich an eine Sache. Ich lächelte.“

## Tod
Anfang 1959 diagnostizierte ihr Arzt eine Leberzirrhose und verbot Holiday das Trinken; sie blieb jedoch nur kurzzeitig abstinent vom Alkohol. Im Mai hatte sie zehn Kilogramm Gewicht verloren. Am 31. Mai wurde sie ins Metropolitan Hospital eingeliefert, wo sie unter entwürdigenden Umständen starb; Polizisten standen um das Krankenbett herum, um sie wegen Drogenbesitzes zu verhaften.
Als sie im Juli 1959 im Alter von 44 Jahren starb, hatte sie 0,70 US-Dollar auf dem Konto und ein Zeitschriftenhonorar von 750 Dollar in bar bei sich.
Billie Holiday wurde auf dem Saint Raymond's Cemetery in der Bronx bestattet.

## Würdigungen
Billie Holiday wurde in die Blues Hall of Fame und auf dem Hollywood Walk of Fame aufgenommen. Der Venuskrater Holiday ist nach ihr benannt.

## Bekannte Beziehungen
- Orson Welles (Schauspieler/Regisseur)[29][30]
- Tallulah Bankhead (Schauspielerin)[31][32][33]
- John Levy
- Jimmy Monroe, Ehemann, Hochzeit am 25. August 1941, geschieden 1947
- Joe Guy, Ehemann nach common law, getrennt 1957 (Trompeter und Drogendealer)
- Louis McKay, Ehemann nach common law, Hochzeit am 28. März 1957, bis zu ihrem Tod.[34]

## Einfluss
Holiday hatte in allen Phasen ihrer Karriere einen großen Einfluss auf andere Künstler. Nach ihrem Tod beeinflusste sie Sängerinnen wie Janis Joplin und Nina Simone.
Ihre späten Aufnahmen für das Schallplattenlabel Verve, darunter Solitude 1952 und Music for Torching 1955, haben genauso überlebt wie jene früheren Aufnahmen, die von 1933 an für Columbia Records, Commodore (The Complete Commodore Recordings) und Decca Records entstanden. Viele ihrer Stücke, unter anderem God Bless the Child, George Gershwins I Loves You Porgy und ihr reuevoller Blues Fine and Mellow sind Jazzklassiker geworden.
Billie Holiday besaß eine unverwechselbare Stimme. Obwohl sie keine musikalische Ausbildung hatte und nur über einen begrenzten Stimmumfang verfügte, war sie eine außergewöhnliche Sängerin; zugleich herb und zerbrechlich, sowohl unterkühlt als auch leidenschaftlich.

„Bei Holiday gerät man in einen existentiellen Strudel, ein wirkliches Einlassen auf diese Musik schaltet das Gehirn aus wie eine Droge. Nur mit größten Schwierigkeiten wird man sich zu einem analytischen Hören dieser Lieder zwingen können, Holidays Stimme allein greift direkt an die Nervenbahnen.“

Einige der bekanntesten Standards, die sie mit ihrer Interpretation geprägt hat, sind A Fine Romance, All of Me, As Time Goes By, Autumn in New York, But Beautiful, Do You Know What It Means, Embraceable You, Fine and Mellow (Billie Holiday 1939), Gloomy Sunday, God Bless the Child (Billie Holiday 1939), Good Morning Heartache, I Cover the Waterfront, I Gotta Right to Sing the Blues, I Loves You, Porgy, It’s Easy to Remember (And So Hard to Forget), Yesterdays, Lover, Come Back to Me, Love for Sale, Lover Man, The Man I Love, Mean to Me, Nice Work If You Can Get It, Night and Day, Solitude, Stormy Weather, Summertime, There Is No Greater Love, These Foolish Things (Remind Me of You), The Way You Look Tonight und Willow Weep for Me.

## Filme
- Lady Sings the Blues, amerikanischer Spielfilm, 1972, Regie von Sidney J. Furie, das Drehbuch basierte auf der Autobiographie von 1956. Produziert von den Motown Productions im Auftrag der Paramount Pictures. Neben Diana Ross in der Hauptrolle, die für ihre Darstellung eine Oscarnominierung als beste Hauptdarstellerin erhielt, hatten Billy Dee Williams, Richard Pryor, James T. Callahan und Scatman Crothers Hauptrollen.
- Billie Holiday forever. Dokumentarfilm, Frankreich, 2012, 52:40 Min., Buch und Regie: Frank Cassenti, Produktion: arte France, Oléo Films, Erstsendung: 12. Dezember 2012 bei arte, Inhaltsangabe von arte, (Memento vom 18. Dezember 2012 im Internet Archive). „Das Porträt ist eine Hommage an die Jazzlegende, die so intensiv sang, wie sie lebte.“
- Billie Holiday – A Sensation. Biografischer Dokumentarfilm, Deutschland, 2015, 52 Min., Buch und Regie: Katja Duregger, Produktion: Tag/Traum, SWR, Arte, Erstsendung: 12. April 2015 bei arte, Inhaltsangabe von arte.[36]
- Billie – Legende des Jazz (Billie), Biografischer Dokumentarfilm, Großbritannien 2019, 98 Min., Buch und Regie: James Erskine
- The United States vs. Billie Holiday, US-amerikanischer Spielfilm, 2021, inszeniert von Lee Daniels, basierend auf dem Buch Chasing the Scream: The First and Last Days of the War on Drugs von Johann Hari. In der Hauptrolle ist Andra Day zu sehen. In weiteren Rollen spielen Trevante Rhodes, Garrett Hedlund und Natasha Lyonne.
- Ansonsten existieren von ihr nur wenige Dokumentarfilmaufnahmen, unter anderem aus der TV-Sendung The Sound of Jazz.

## Kompositionen
Holiday hat mehrere Songs allein geschrieben, einige auch in Zusammenarbeit mit anderen Autoren.
- 1936: Billie’s Blues alias: I Love My Man
- 1939: Our Love Is Different
- 1939: Long Gone Blues
- 1939: Fine and Mellow
- 1939: Everything Happens for the Best (mit Tab Smith)
- 1940: Tell Me More and More and Then Some
- 1941: God Bless the Child (mit Arthur Herzog Jr.)
- 1944: Don’t Explain (mit Arthur Herzog Jr.)
- 1949: Somebody’s on My Mind
- 1949: Now or Never (mit Curtis R. Lewis)
- 1950: You Gotta Show Me
- 1954: Stormy Blues
- 1956: Lady Sings the Blues (mit Alberta Nichols)
- 1956: My Man

## Diskografie
Ihre Diskografie nennt 127 Singles (78/min und 45/min), Singlealben, E.P.s, zahlreiche Studio- und Live-Langspielplatten sowie mehr als 1200 Kompilationsalben, Boxsets und andere Wiederveröffentlichungen, die nach ihrem Tod erschienen sind.
Die Sängerin hatte von 1933 bis 1942 für die Columbia Records aufgenommen, von 1939 bis 1944 überwiegend für Commodore Records und das Army-Label V-Disc, von 1944 bis 1950 folgten Aufnahmen bei Decca Records. 1951 entstanden einige Titel für Aladdin. Von 1952 bis 1957 war sie bei Norman Granz unter Vertrag (Labels: Clef, Mercury und Verve). Ihr vorletztes Album Lady in Satin erschien bei Columbia Records und ihre letzten Aufnahmen 1959 bei MGM Records.
Zu den von ihr interpretierten bekanntesten Titeln zählen nach den Charts u. a.:
- The way you look tonight; Who Loves You?, I Can’t Give You Anything but Love, alle 1936
- Pennies from Heaven, I’ve Got My Love to Keep Me Warm, Carelessly, alle 1937
- I’m Gonna Lock My Heart, 1938

Studioalben

| Jahr | Titel                                          | Höchstplatzierung, Gesamtwochen, AuszeichnungChartplatzierungen (Jahr, Titel, Platzierungen, Wochen, Auszeichnungen, Anmerkungen) | Höchstplatzierung, Gesamtwochen, AuszeichnungChartplatzierungen (Jahr, Titel, Platzierungen, Wochen, Auszeichnungen, Anmerkungen) | Anmerkungen |
| Jahr | Titel                                          | UK | US | Anmerkungen |
| ---- | ---------------------------------------------- | --- | --- | ----------- |
| 1973 | The Billie Holiday Story                       | — | US85 (21 Wo.)US |             |
| 1973 | Strange Fruit                                  | — | US108 (16 Wo.)US |             |
| 1973 | The Original Recordings                        | — | US135 (9 Wo.)US |             |
| 1985 | The Legend Of Billie Holiday                   | UK60 Gold · (10 Wo.)UK | — |             |
| 1997 | Lady Day – The Very Best Of                    | UK63 (2 Wo.)UK | — |             |
| 2001 | Ken Burns Jazz – The Definitive Billie Holiday | — | US174 (2 Wo.)US |             |
| 2009 | The Complete Billie Holiday                    | — | US122 (1 Wo.)US |             |